# 真部豊
真部 豊（まなべ ゆたか、1968年6月6日 - ）は、日本の元プロボクサー。東京都足立区出身。元日本ジュニアフェザー級王者。現役時代は宮田ボクシングジム所属。

## 来歴
東京都立芝商業高等学校卒業。偕成証券（現：内藤証券）に勤務し、運動不足解消に当時開業して間もない宮田ジムの門を叩く。当初はプロになる気はなかったが、ジムに通ううちに面白さに目覚めた。
長身のサウスポーで試合運びがうまかった。試合の録画放送があった際には、解説者から「真部君はクレバーで負けず嫌いですからね」と評されていた。世界戦を望んでいたが実現しなかった。
1990年5月15日、プロデビュー戦から5連勝を収めた。12月21日、東日本バンタム級新人王を争うも5RKOで敗れた。
1992年11月9日、A級トーナメント決勝戦で過去に1勝している折田実に敗れ2敗目を喫し、準優勝となった。
1996年1月6日、日本ジュニアフェザー級王者新井泰に挑むが10R引き分けとなり、戴冠ならず。
1996年11月10日、7月13日に新井泰を10R判定で破り王者になったばかりの福島恭四郎に挑戦するも10R判定でまたも戴冠ならず。再起戦で1勝を収めた。
1997年12月13日、熊本市水前寺体育館で、3度防衛中の福島恭四郎への再挑戦に10RTKO勝利を収め、ついに王座を獲得。その2日後に子供が生まれ二重の喜びとなった。その後ボクシングに専念するため証券会社を退職し、鳥海純・北島桃太郎らを退け4度の防衛に成功した。
2000年2月14日、5度目の防衛戦で福島学に10R判定で敗れた。当初は再戦を希望したがそのまま引退した。
引退後はインターネット関連企業の営業に従事したが、2002年5月25日亀有にマナベボクシングジムを設立し、会長として後進の指導にあたっている。